# Митрополит угарски Јосиф
Јосиф је био први српски митрополит у Краљевини Угарској.

## Биографија
Према Радославу Грујићу, Јосиф је био викарни епископ београдско-сремског митрополита за северни Банат. Након пада Београда под османску власт 1521. године, београдско-сремски митрополит је изгубио јурисдикцију над православним становништвом које је остало у саставу Угарске. Тада је на Јосифа пренета целокупна власт духовног архипастира над православцима у Краљевини Угарској, због чега није носио обласно име своје Јенопољске епархије, него целе државне области угарски. Његово достојанство потврђује записник Охридског архијерејског сабора из 1532. године, у коме се налази његов потпис као митрополита угарског.